# 베라 랠스턴

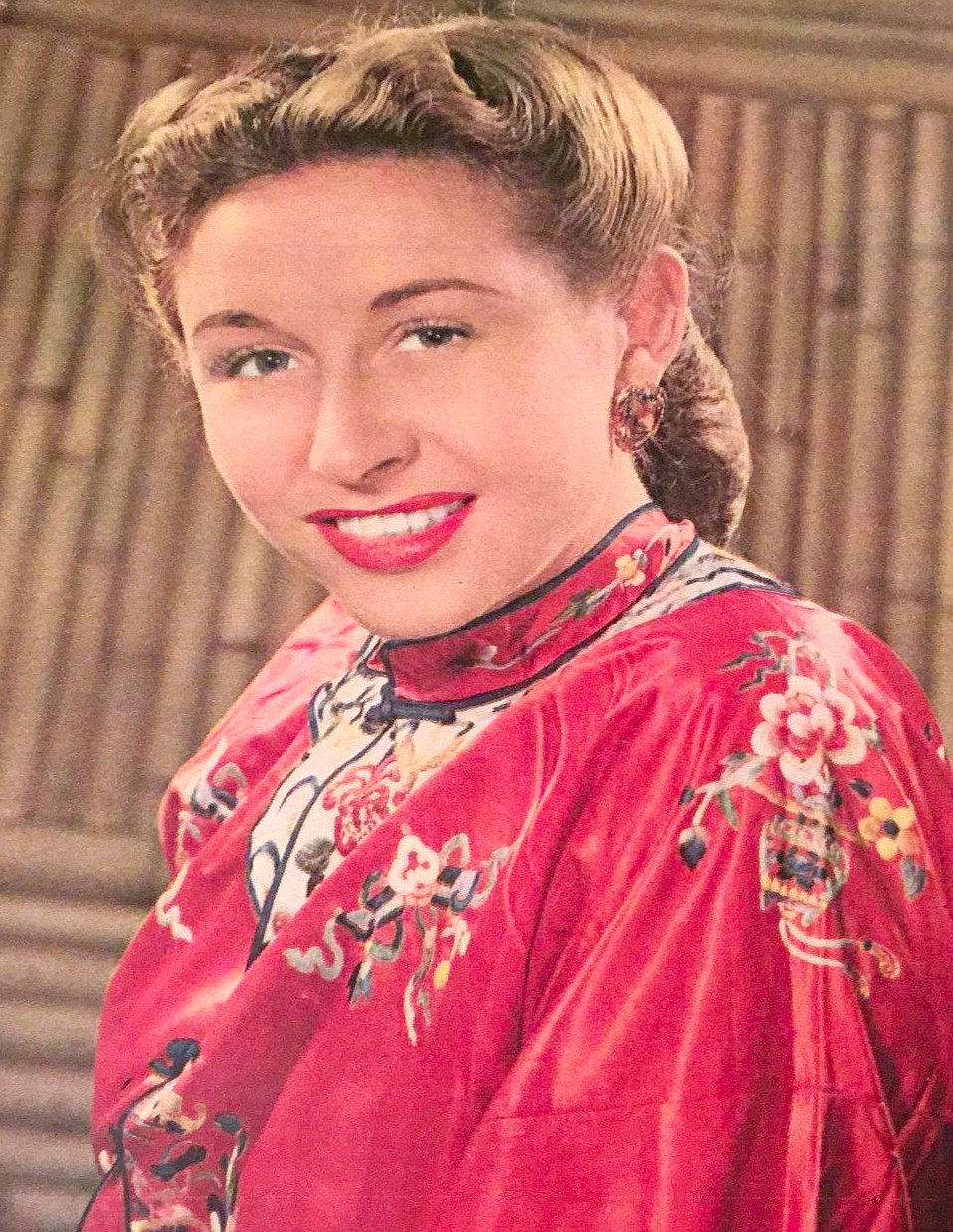

베라 랠스턴(Vera Ralston, 1919년 7월 12일 ~ 2003년 2월 9일)는 미국의 배우, 피겨 스케이팅 선수, 영화배우이다.
프라하에서 태어났으며 샌타바버라에서 사망하였다. 사인은 암이다.

## 영화
- 다고타 (1945년)